# Värska
Värska – miejscowość (alevik) w Estonii, w prowincji Põlva, w gminie Värska, w regionie Setomaa.
W miejscowości znajduje się cerkiew prawosławna pod wezwaniem świętego Jerzego, jest także cmentarz oraz muzeum lokalnej kultury setuskiej (Värska Talumuuseum). Na cmentarzu są pochowane osoby ważne dla utrzymania tożsamości mniejszości setuskiej, m.in. Anne Vabarna i Paul Haavaoks.
Ze względu na otaczające miejscowość lasy, miejscowość jest znanym uzdrowiskiem, słynie ze swojej wody Värska. 
Z Värska pochodzą występujący w strojach regionalnych członkowie grupy Zetod, w której twórczości pojawiają się motywy ludowe Setu łączone z rockiem, punkiem i popem.

## Galeria

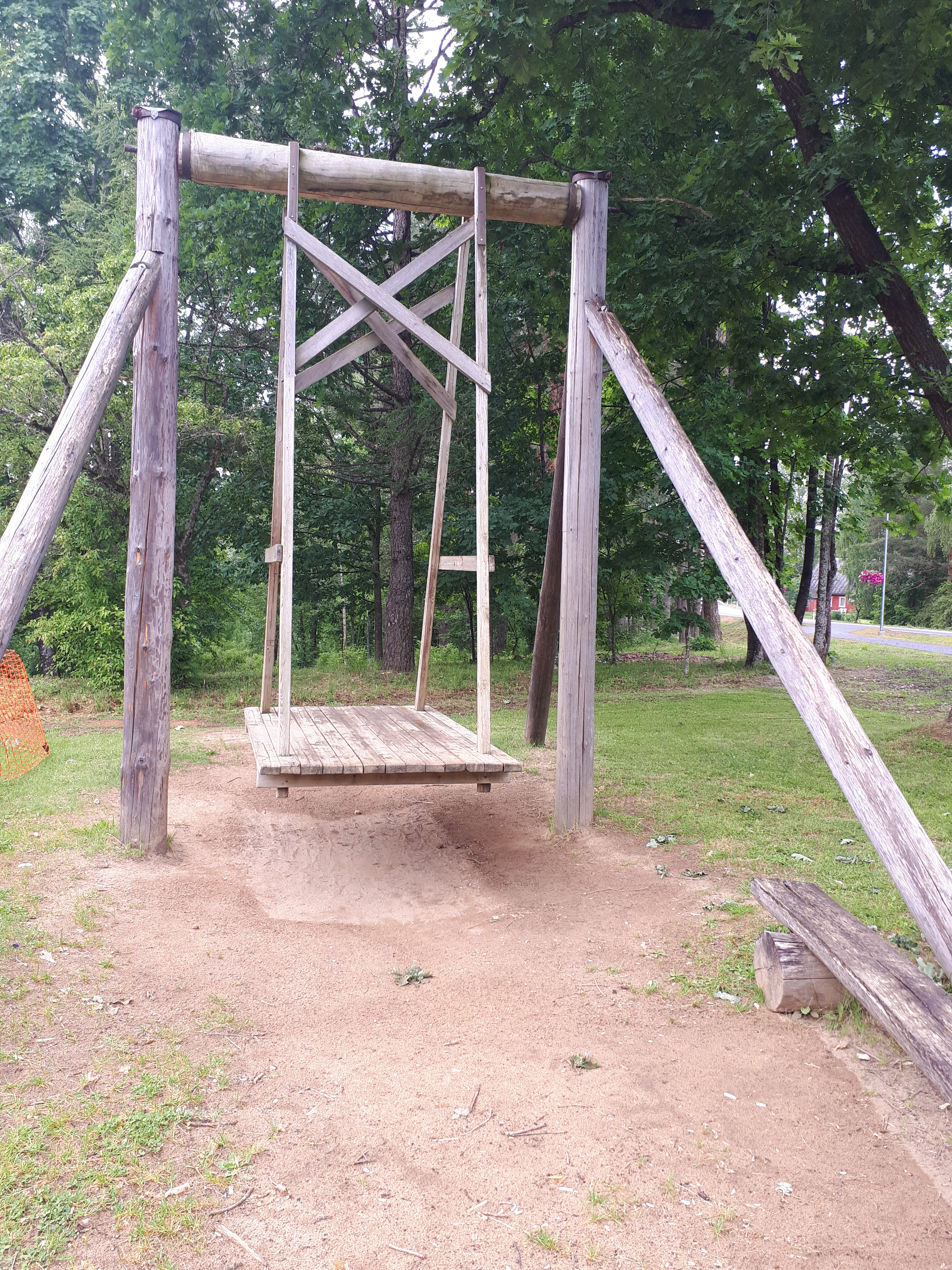
Tradycyjna drewniana huśtawka w centrum miejscowości.
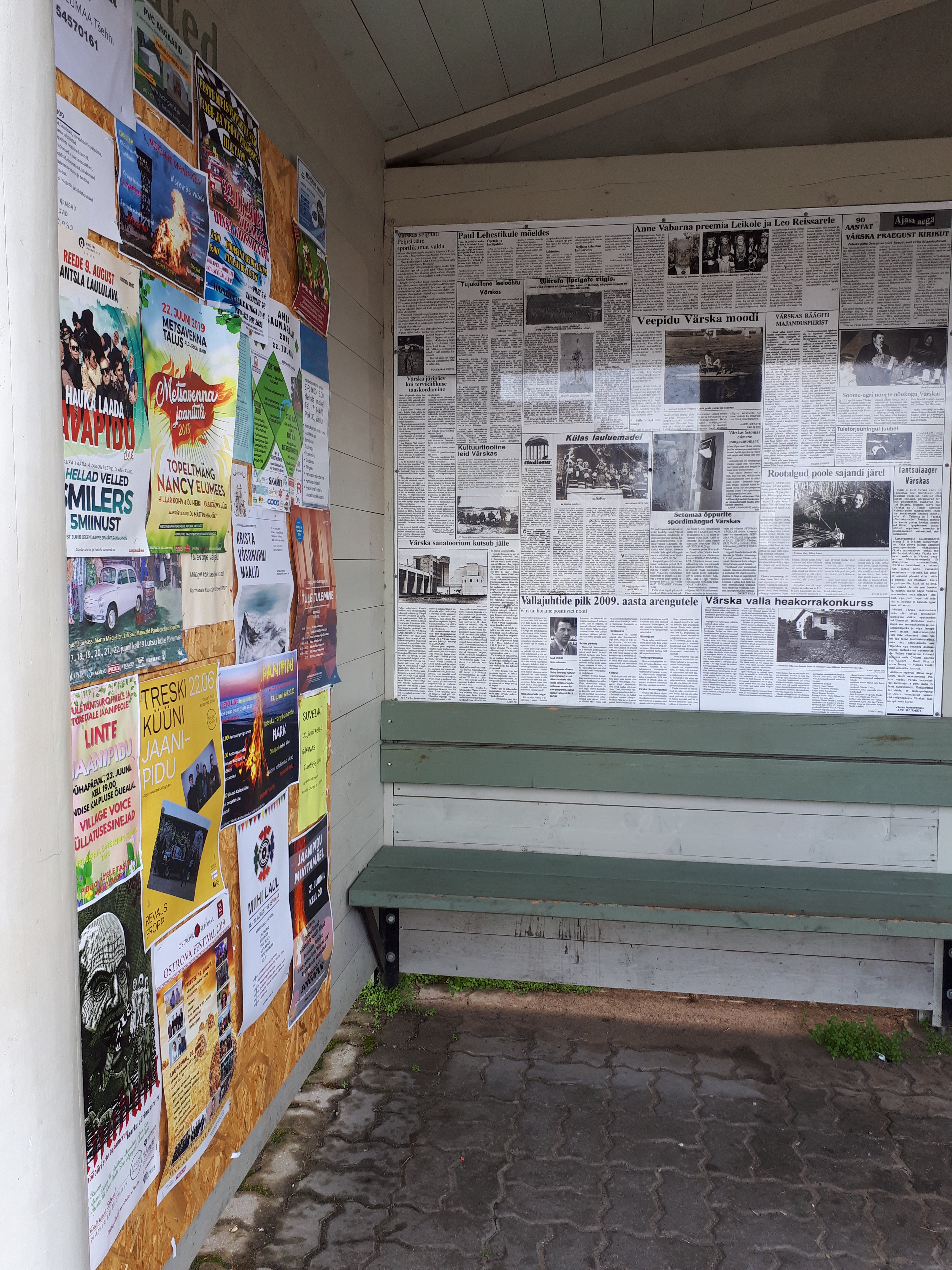
Przystanek autobusowy z archiwalnymi zdjęciami i artykułami.
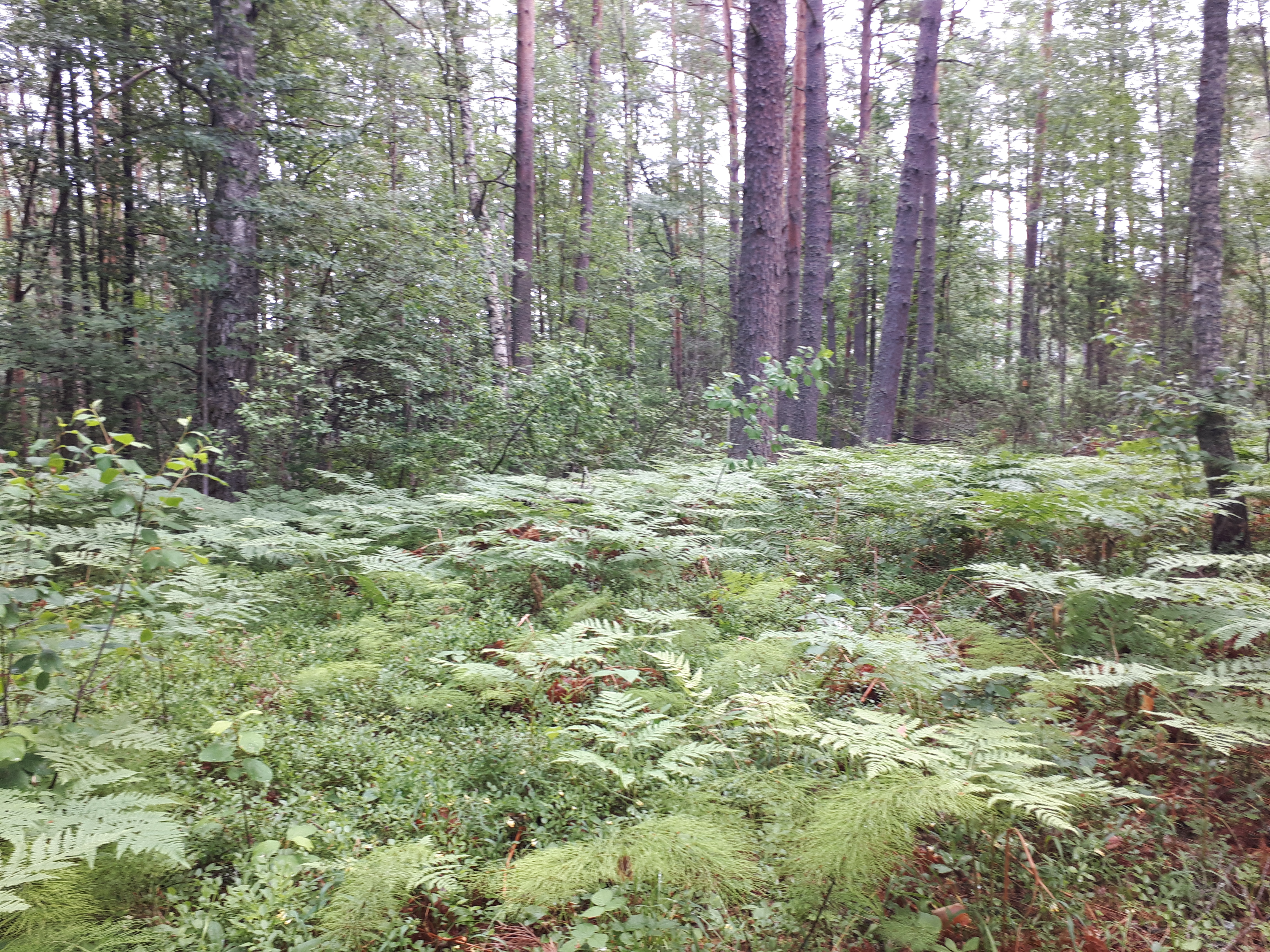
Las wokół miejscowości.
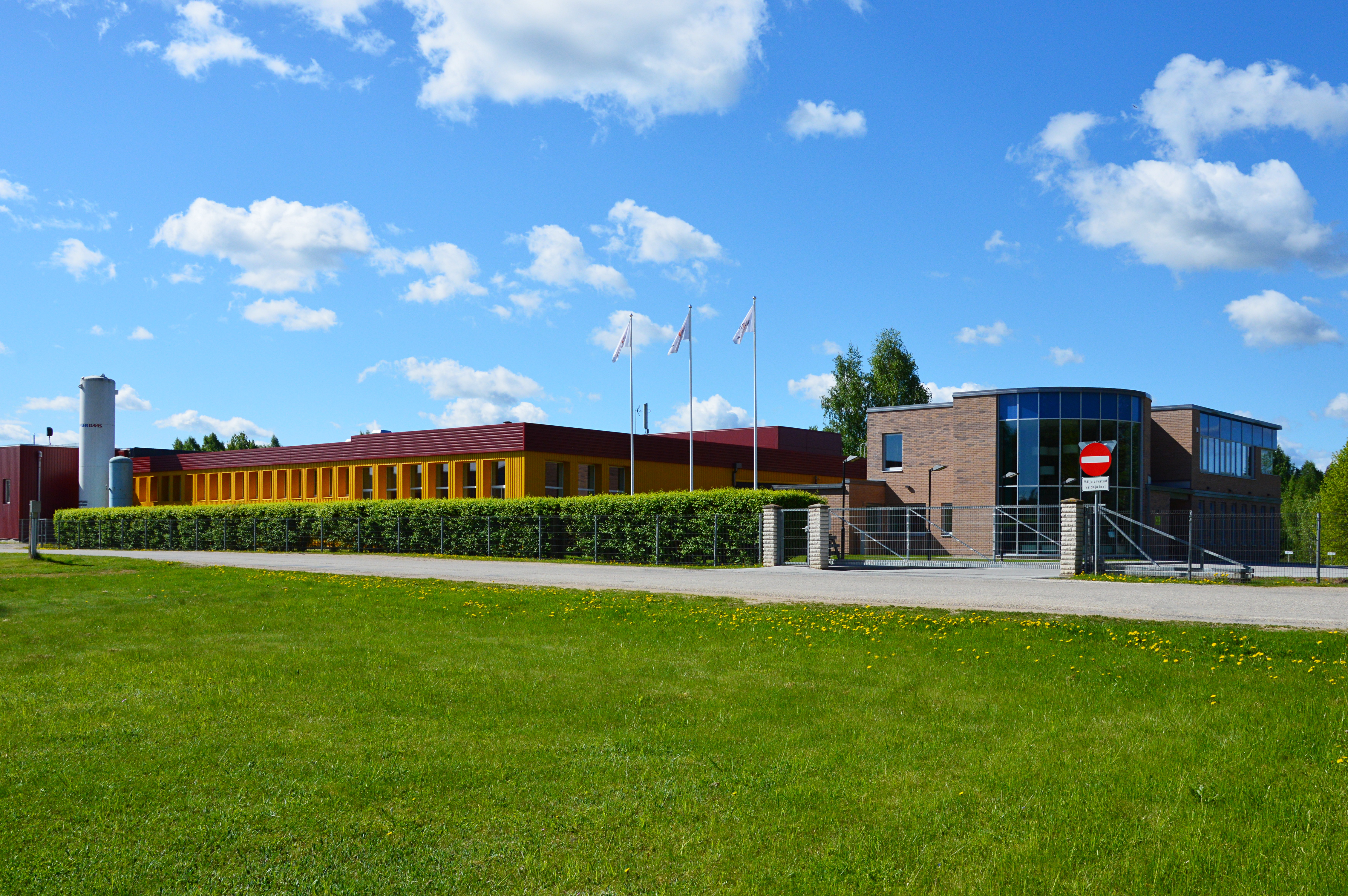
Ujęcie wody Värska vesi
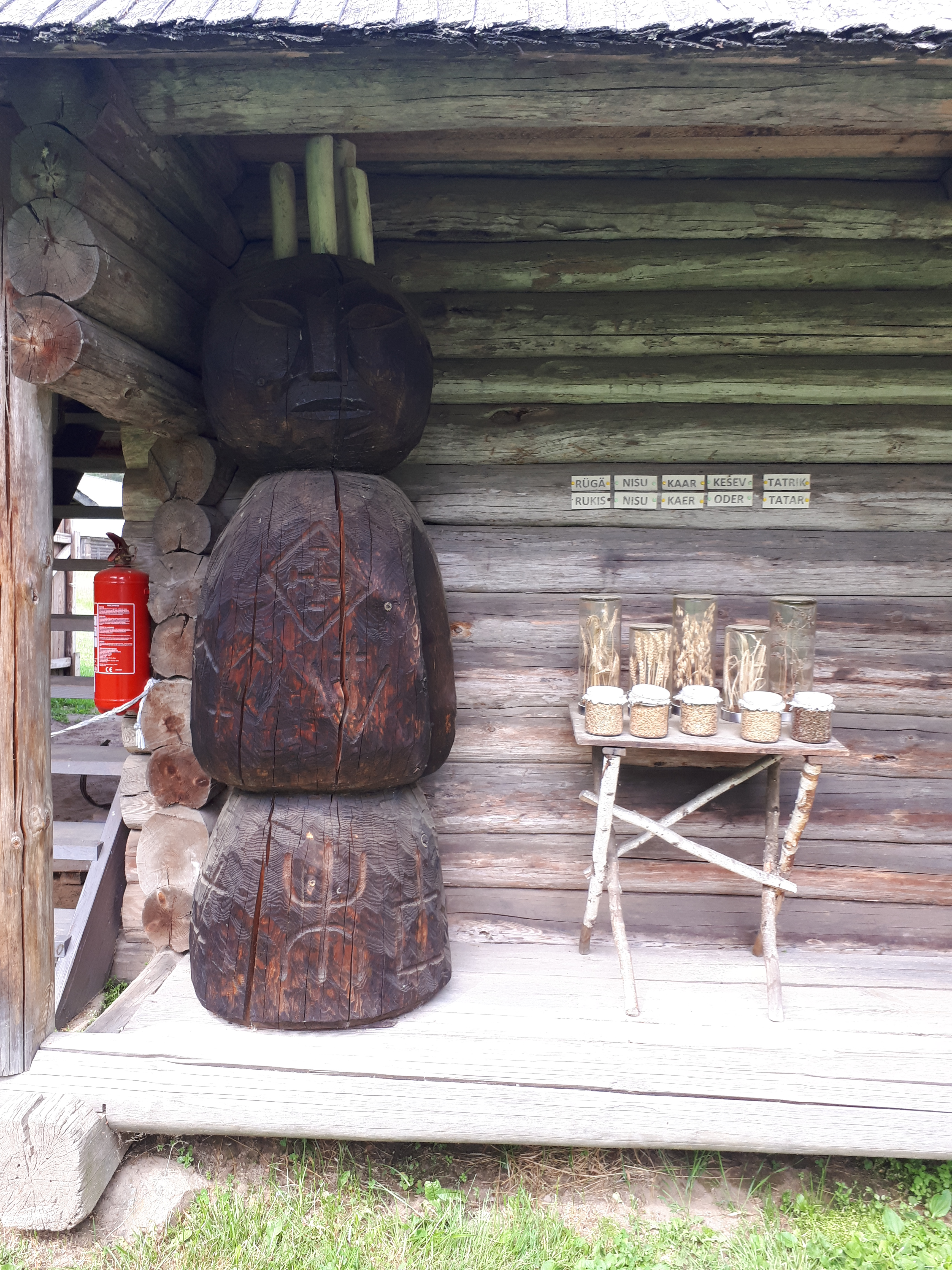
Figura boga Peko w Muzeum Setuskim.
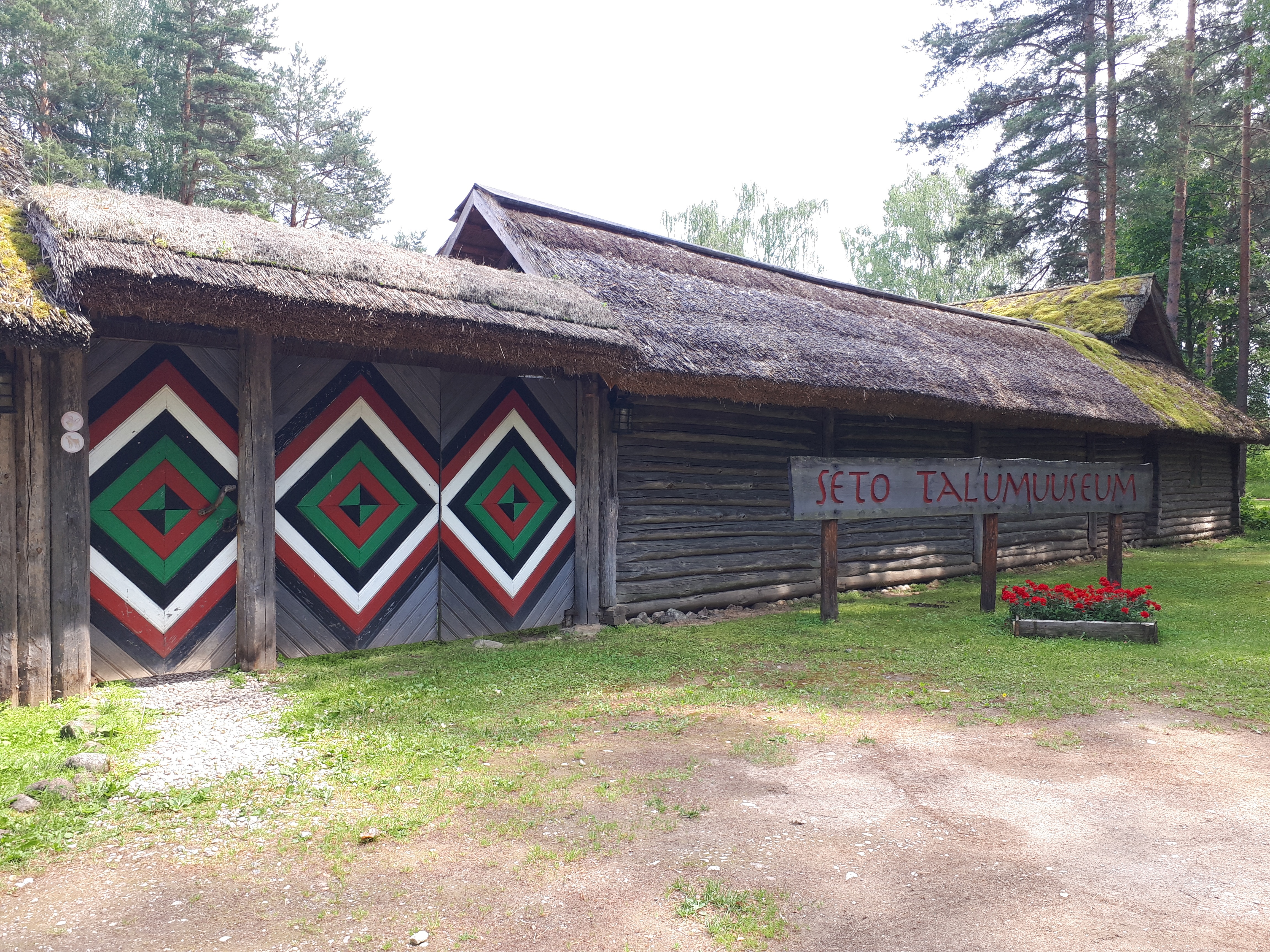
Wejście do Muzeum Setuskiego.
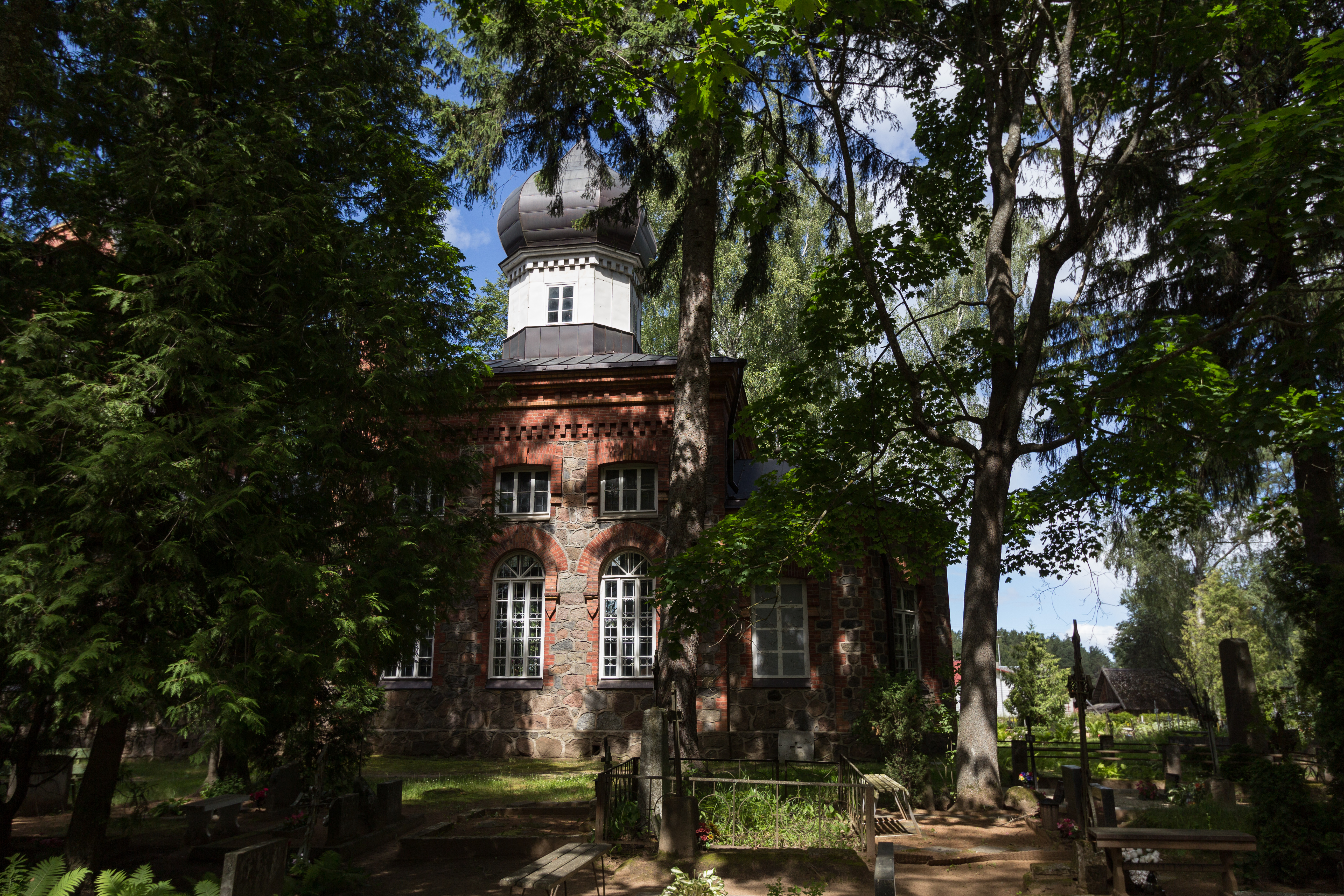